# Luis Martínez (meksykański piłkarz)
Luis Antonio Martínez Jiménez (ur. 29 kwietnia 1987 w Zacapoaxtli) – meksykański piłkarz występujący na pozycji defensywnego pomocnika; obecnie zawodnik Veracruz.

## Kariera klubowa
Martínez jest wychowankiem klubu Tiburones Rojos de Veracruz, do którego seniorskiej drużyny został włączony jako osiemnastolatek przez szkoleniowca Eduardo Rergisa. W meksykańskiej Primera División zadebiutował 26 listopada 2005 w przegranym 1:2 spotkaniu z Morelią, jednak nie potrafił sobie wywalczyć miejsca w wyjściowym składzie i na ligowych boiskach pojawiał się sporadycznie. W styczniu 2008 został wypożyczony do drugoligowych rezerw drużyny – Tiburones Rojos de Coatzacoalcos, których barwy reprezentował przez rok bez poważniejszych osiągnięć, po czym jego zespół przeniósł się do miasta Orizaba, zmieniając nazwę na Albinegros de Orizaba. Tam występował na zasadzie wypożyczenia z Veracruz przez kolejne półtora roku, po czym na stałe zasilił ekipę Albinegros, w której przez niemal cały pobyt miał niepodważalne miejsce w wyjściowym składzie, lecz nie zdołał odnieść z nią żadnego sukcesu w drugiej lidze.
W lipcu 2011 Martínez został zawodnikiem innego drugoligowca – zespołu CF La Piedad, gdzie z miejsca został kluczowym zawodnikiem linii pomocy. W jesiennym sezonie Apertura 2011 dotarł ze swoją drużyną do finału Liga de Ascenso, natomiast rok później – podczas sezonu Apertura 2012 — triumfował z La Piedad w rozgrywkach drugiej ligi, co po upływie sześciu miesięcy zaowocowało awansem drużyny do najwyższej klasy rozgrywkowej. Bezpośrednio po tym jego macierzysty Tiburones Rojos de Veracruz wykupił licencję La Piedad, przejmując jego zawodników (w tym Martíneza). W Veracruz przez jeszcze przez rok był podstawowym graczem środka pola, po czym stopniowo zaczął tracić miejsce w pierwszej jedenastce. W wiosennym sezonie Clausura 2016 – już jako rezerwowy – wywalczył z Veracruz puchar Meksyku – Copa MX, a w tym samym roku zajął również drugie miejsce w krajowym superpucharze – Supercopa MX.

## Statystyki kariery
| Veracruz      | 2005–2006 | Meksyk | Liga MX    | 1   | 0 | —  | — | — | — | — | 1   | 0 |
| Veracruz      | 2006–2007 | Meksyk | Liga MX    | 10  | 0 | —  | — | — | — | — | 10  | 0 |
| Veracruz      | 2007–2008 | Meksyk | Liga MX    | 3   | 0 | —  | — | — | — | — | 3   | 0 |
| Coatzacoalcos | 2007–2008 | Meksyk | Ascenso MX | 17  | 0 | —  | — | — | — | — | 17  | 0 |
| Coatzacoalcos | 2008–2009 | Meksyk | Ascenso MX | 11  | 0 | —  | — | — | — | — | 11  | 0 |
| Albinegros    | 2008–2009 | Meksyk | Ascenso MX | 8   | 0 | —  | — | — | — | — | 8   | 0 |
| Albinegros    | 2009–2010 | Meksyk | Ascenso MX | 32  | 0 | —  | — | — | — | — | 32  | 0 |
| Albinegros    | 2010–2011 | Meksyk | Ascenso MX | 33  | 0 | —  | — | — | — | — | 33  | 0 |
| La Piedad     | 2011–2012 | Meksyk | Ascenso MX | 30  | 1 | —  | — | — | — | — | 30  | 1 |
| La Piedad     | 2012–2013 | Meksyk | Ascenso MX | 33  | 2 | 3  | 0 | — | — | — | 36  | 2 |
| Veracruz      | 2013–2014 | Meksyk | Liga MX    | 31  | 0 | 8  | 1 | — | — | — | 39  | 1 |
| Veracruz      | 2014–2015 | Meksyk | Liga MX    | 18  | 0 | 10 | 0 | — | — | — | 28  | 0 |
| Veracruz      | 2015–2016 | Meksyk | Liga MX    | 13  | 0 | 12 | 0 | — | — | — | 25  | 0 |
| Veracruz      | 2016–2017 | Meksyk | Liga MX    | 7   | 0 | 4  | 0 | — | — | — | 11  | 0 |
| Veracruz      | 2017–2018 | Meksyk | Liga MX    |     |   |    |   | — | — | — |     |   |
| Ogółem        | Ogółem    | Ogółem | Ogółem     | 247 | 3 | 37 | 1 | — | — | — | 285 | 4 |